# Lamborghini Reventón
Lamborghini Reventón (pronunție în spaniolă [reβenˈton]) este o mașină sport cu motor central care a debutat la Salonul Auto de la Frankfurt din 2007. Viteza sa maximă este de 340 km/h (210 mph). Comunicatul oficial a declarat că doar 20 de vehicule vor fi vândute publicului, cu o mașină suplimentară (marcată ca 00/20) produsă pentru muzeul Lamborghini. Fiecare mașină este ștampilată cu numărul său în ordinea de 35 între scaunele șoferului și pasagerului.
În timp ce exteriorul este nou, aproape toate elementele mecanice, inclusiv motorul, provin direct de la Murciélago LP640. Potrivit comunicatului oficial, stilul exterior al Reventón a fost inspirat de „cele mai rapide avioane”.

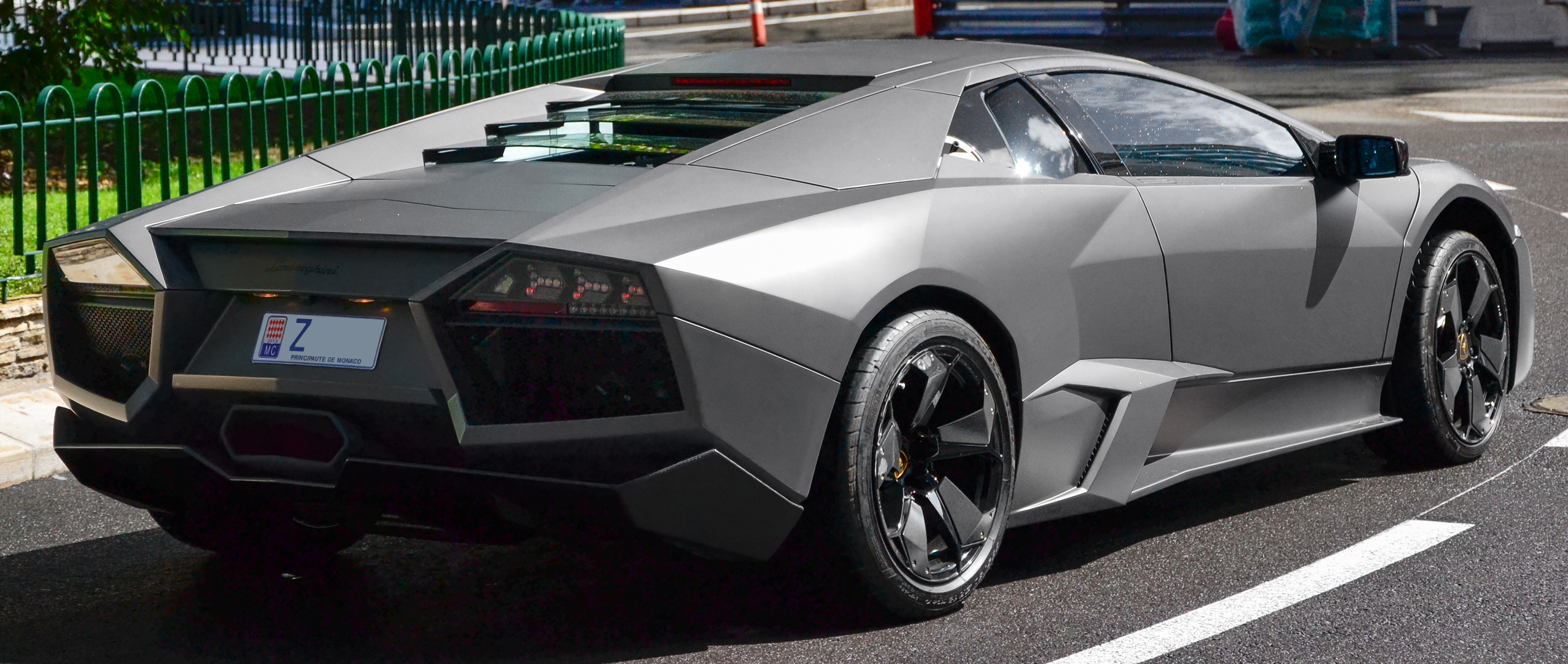
Lamborghini Reventón